# Zoroaster gilesii
Zoroaster gilesii är en sjöstjärneart som beskrevs av Alcock 1893. Zoroaster gilesii ingår i släktet Zoroaster och familjen Zoroasteridae. Inga underarter finns listade i Catalogue of Life.